# Miles Martinet
Miles Martinet byl britský jednomotorový dolnoplošník se zatahovacím podvozkem ostruhového typu, určený k vlečení vzdušných terčů.

## Vznik
V komplexním výcviku vojenských leteckých osádek a pilotů byl vždy vysokou prioritou výcvik střelby na vzdušné cíle. Nejobvyklejším způsobem bylo vlekání praporových, nebo rukávových terčů v dostatečné vzdálenosti za vlečným letounem. Pro tento účel se většinou využívaly druholiniové letouny.
Během prvních let druhé světové války došlo v RAF k vyčerpání vhodných zastaralých strojů použitelných k vlečení vzdušných terčů. Problém zajištění intenzivního střeleckého výcviku vyřešilo britské ministerstvo letectví zadáním urgentní zakázky firmě Miles. Zadání 12/41 z roku 1941 požadovalo dostatečné množství specializovaných strojů na základě dvoumístného pokračovacího cvičného letounu Miles M.19 Master II.

## Vývoj

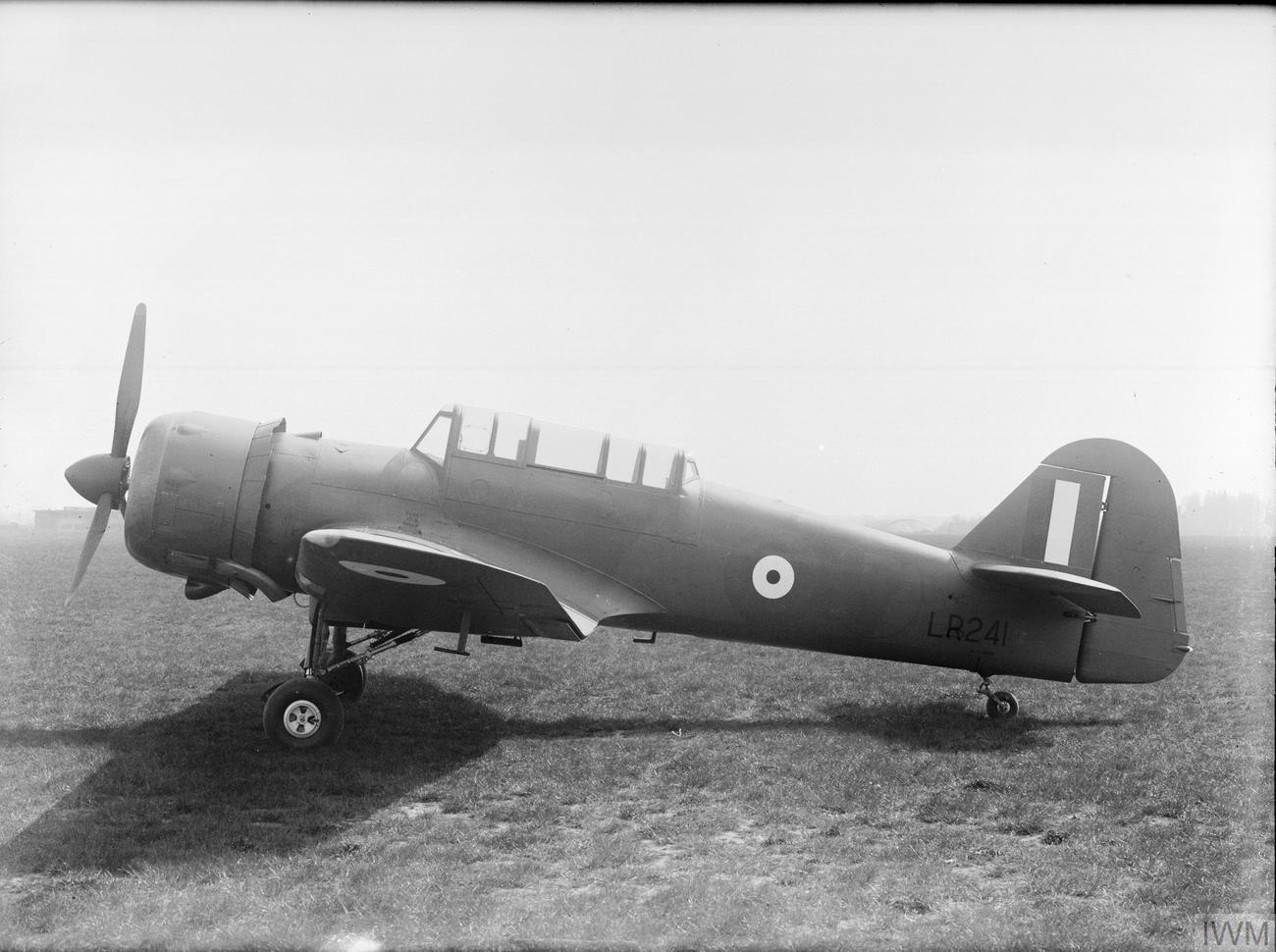
Prototyp Miles M.25 Martinet, Reading, 1942

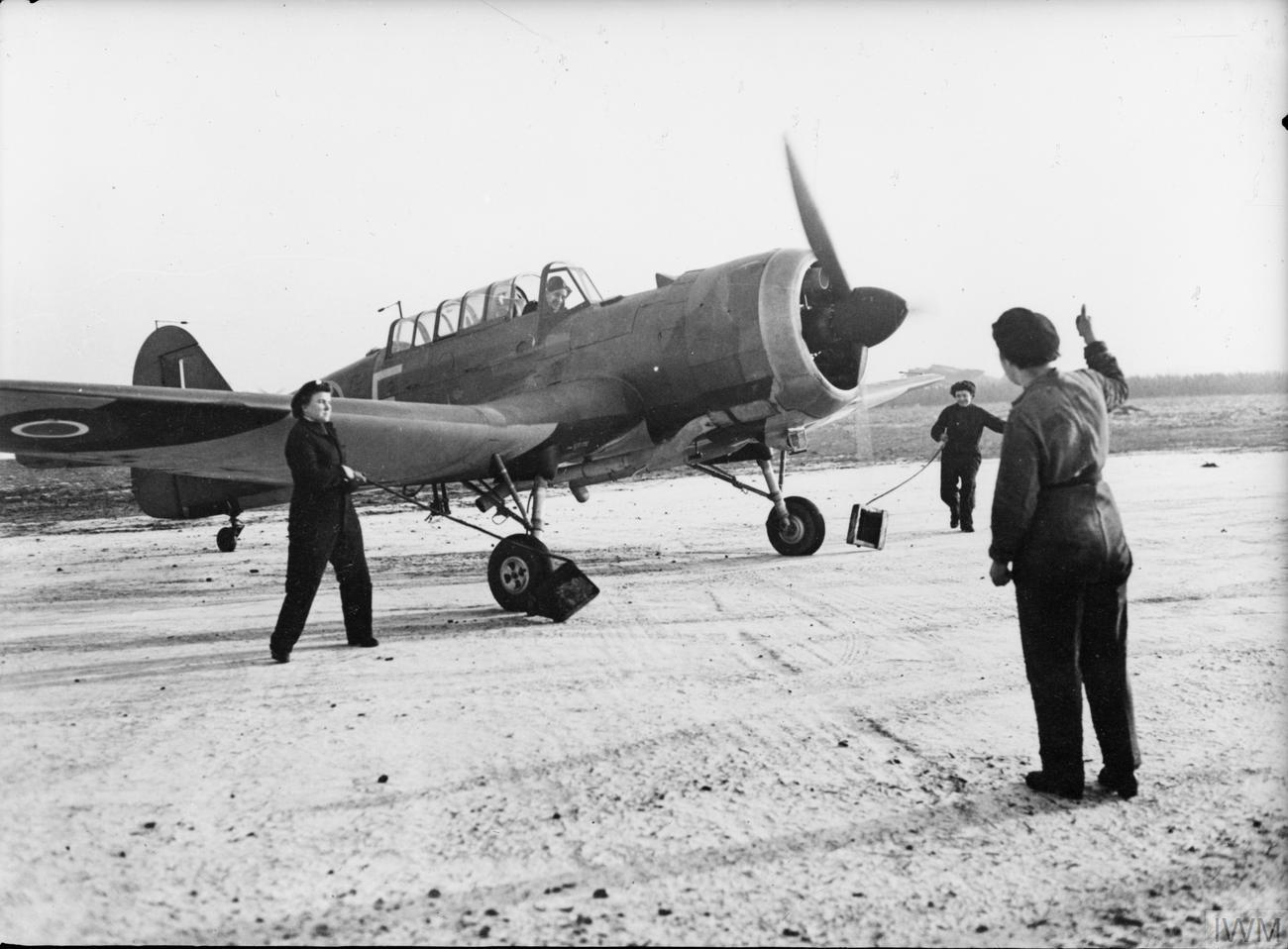
Martinet na základně RAF Turnhouse, 1943

Konstruktéři Milese odstranili druhé řízení v zadním pilotním prostoru Masteru II, kam instalovali buben s vlečným lanem a navijákem pro zpětné navíjení lana po zničení terče, nebo po ukončení nácviku před přistáním. Naviják měl vlastní náhon větrníkem na rameni na levém boku trupu, samotné terče stroj nesl v plochém pouzdře pod trupem. Narušené vyvážení Masteru II pak konstruktéři vyřešili posunutím hvězdicové pohonné jednotky Bristol Mercury XX o 640 kW kupředu. Současně bylo nutné překonstruovat kryt motoru a regulační klapky chlazení, protože motor byl během vlečení terče přetížen.
Prototyp nového specializovaného letounu Miles M.25 Martinet TT Mk.I (LR241) vzlétl 24. dubna 1942 a bezprostředně také následovaly sériové stroje. Nosily šest praporových, nebo rukávových terčů, které vypouštěl druhý člen osádky. Od terčů v pouzdře vedla tenká lanka do zadního kokpitu, kde na ně obsluha napojila hlavní vlečné lano. Zatažením za páku terč z pouzdra uvolnila a ten následně vlastním odporem odvinul potřebnou délku vlečného lana. Větrník pro pohon navijáku nesený na krátkém rameni ležel v klidu svou osou nahoru kolmo na směr letu. Pro uvedení navijáku do chodu pootočil druhý člen osádky větrník kupředu a nápor vzduchu jej roztočil silou dostatečnou pro pohon.

## Nasazení

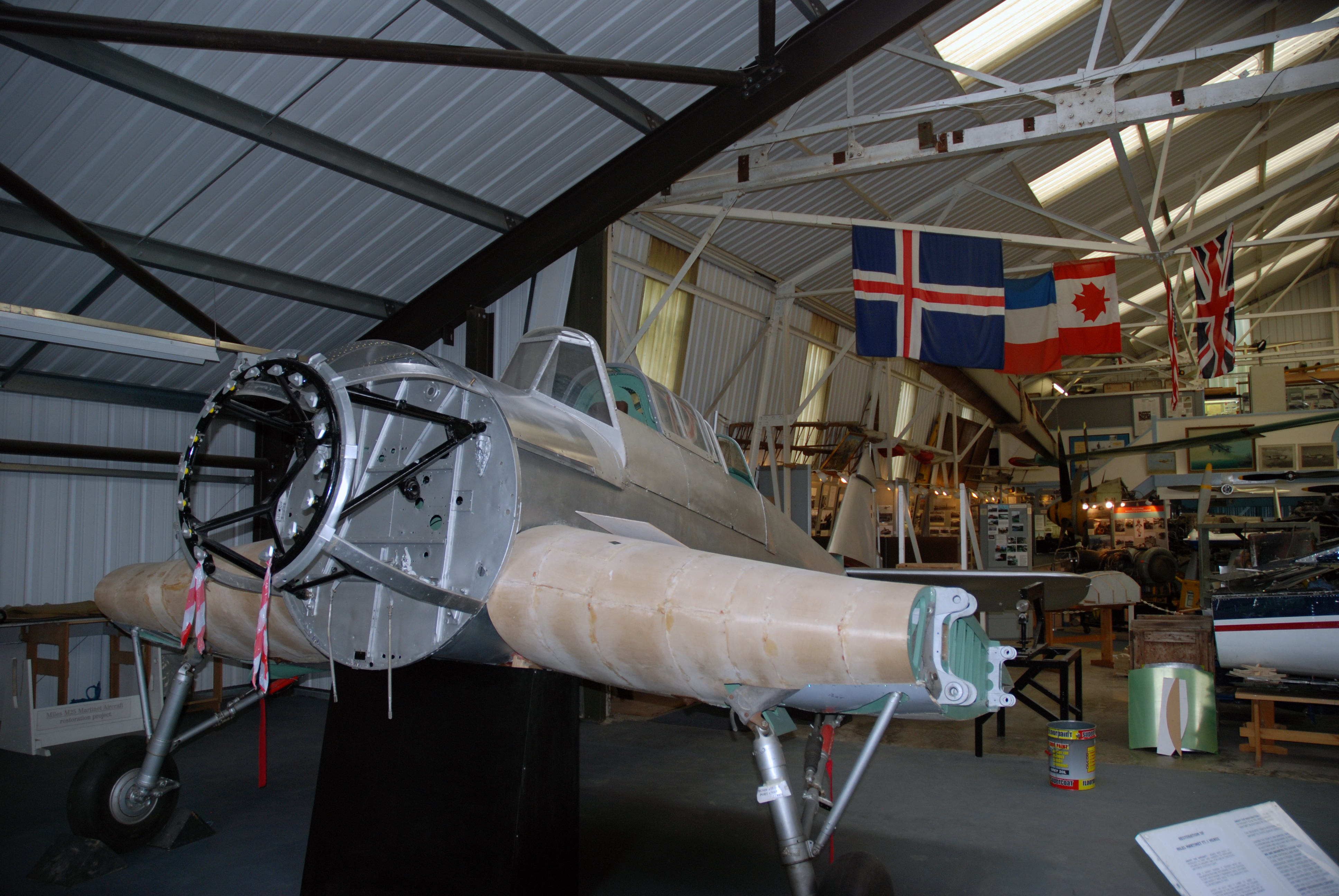
Detail motorového lože letounu Miles Martinet

Prototyp Martinetu byl nejdříve používán v Royal Aircraft Establishment ve Farnborough, později byl umístěn u jednotky No.2 Air Gunners School v Dalcross. Sériové letouny se staly výzbrojí dalších Air Gunnery Schools, Operational training Units a Anti-aircraft Cooperation Squadrons. Některé Martinety byly zařazeny k jednotkám Air Sea Rescue Units, kde v pouzdru nosily shazovatelné nafukovací záchranné čluny. Další stroje sloužily jako spojovací pro rychlou přepravu kurýrů. Ve svazku 2. Tactical Air Force přešly mnohé Martinety na území okupovaného Německa.
Další ze 1724 postavených Martinetů byly upraveny pro vlek výsadkových kluzáků Airspeed Horsa. Koncem války se několik exemplářů dostalo do Francie a Belgie, po jejím ukončení pak do Portugalska a Švédska.

## Varianty
- M.25 Martinet: Dvoumístný stroj určený pro vlekání vzdušných terčů. Hlavní produkční model. Pod označením Martinet TT Mk.I byl užíván Royal Air Force i Royal Navy.
- M.50 Queen Martinet: Dálkově řízený bezpilotní letoun užívaný jako cvičný terč.
- M.37 Martinet Trainer: Dvoumístný cvičný letoun. Postaveny pouze dva exempláře.

## Uživatelé

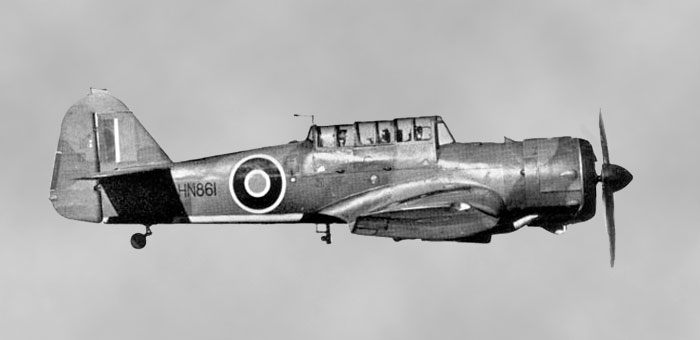
Miles Martinet TT Mk.I (HN861)

- Belgie
  - Belgické letectvo
- Francie
  - Francouzské letectvo
- Irsko
  - Irské letectvo
- Portugalsko
  - Portugalské letectvo
  - Portugalské námořnictvo
- Turecko
  - Turecké letectvo
- Spojené království
  - Fleet Air Arm
  - Royal Air Force

## Specifikace (M.25)

### Technické údaje
- Posádka: 2
- Rozpětí: 11,89 m
- Délka: 9,44 m
- Výška: 3,55 m
- Nosná plocha: 22,51 m²
- Hmotnost prázdného letounu: 2109 kg
- Vzletová hmotnost: 3065 kg
- Pohonná jednotka: 1× hvězdicový motor Bristol Mercury o výkonu 870 hp (649 kW)

### Výkony
- Maximální rychlost u země: 356 km/h
- Maximální rychlost v hladině 1800 m: 386 km/h
- Cestovní rychlost: 320 km/h ve výšce 1500 m
- Dostup: 6 700 m
- Výstup na 3050 m: 8 min
- Dolet: 1117 km